# Zaniówka
Zaniówka – wieś w Polsce położona w województwie lubelskim, w powiecie parczewskim, w gminie Parczew. leży przy drodze wojewódzkiej nr .
W 1673 roku właścicielem wsi był starosta mielnicki Jan Kazimierz Gołuchowski. W latach 1975–1998 miejscowość administracyjnie należała do ówczesnego województwa bialskopodlaskiego.
Wieś stanowi sołectwo w gminie Parczew. Według Narodowego Spisu Powszechnego z roku 2011 wieś liczyła 184 mieszkańców.
Wierni Kościoła rzymskokatolickiego należą do parafii pod wezwaniem św. Jana Chrzciciela w Parczewie.

## Historia
Zaniówka, wieś i osada w powiecie radzyńskim, gminie Milanów, parafii Gęś. Należała do dóbr Jasionka Ruska, [w:] Słownik geograficzny Królestwa Polskiego, t. III: Haag – Kępy, Warszawa 1882, s. 481..
- Według spisu z 1827 roku znajdowało się w niej 29 domów i 191 mieszkańców.
- W roku 1895 wieś posiadała 34 domy i 212 mieszkańców 662 mórg gruntu włościańskiego, osada 1 dom 2 mieszkańców 1 morgę gruntu[10].

W 1921 roku we wsi mieszkało 226 osób, wszyscy mieszkańcy byli Polakami wyznania rzymskokatolickiego.